# RIM-174 Standard ERAM
RIM-174 SM-6 ERAM (Standard Missile, Extended Range Active Missile) (RIM-174 SM-6 ERAM) або AIM-174  — двоступенева зенітна керована ракета «поверхня-повітря» останнього покоління компанії Raytheon. Призначається для боротьби з сучасними літаками та БПЛА, гелікоптерами, протикорабельними крилатими ракетами над водою і сушею. Збудована на базі ЗКР Standard SM-2. Балістичні ракети передбачається знищувати за межами атмосфери Землі чи на підльоті після подолання ними середньої лінії захисту ракет SM-3. Прийнята на озброєння 2013 року.

## Історія
Виготовлену невеликою серією ракету SM-2 Block IV повинна була замінити універсальна зенітно- протибалістична ракета SM-2 Block IVA, проєкт якої 2001 закрили. Через це кораблі ВМС опинились без сучасної ракети «поверхня-повітря» далекої дії. Компанія Raytheon уклала 2004 угоду з ВМС США на розробку ракети, що й розпочали наступного року. Після тестувань (2007) ракета отримала у лютому 2008 позначення RIM-174A. У вересні 2009 було підписано контракт на 93 млн. доларів і першу передсерійну ракету поставили у березні 2011.
З 2013 ракети SM-6 ERAM повинні були стати основною ракетою ППО флоту позагоризонтної дії. Планувалось закупити 1200 ракет на 6.167.800.000 доларів при вартості однієї 4.000.000 доларів. 3 жовтня 2013 було закуплено 89 SM-6 із запчастинами, тарою, обслуговуванням. 27 листопада 2013 перші ракети встановили на борті есмінця USS Kidd (DDG-100). На навчаннях 18-20 червня 2014 USS John Paul Jones (DDG-53) запустив 4 SM-6, але результати стрільб засекречені. 14 серпня 2014 під час тестів SM-6 успішно атакувала дозвукову ракету на гранично малій висоті над землею. 24 жовтня 2014 Raytheon оприлюднила інформацію про успішне перехоплення ракетами SM-6 на малій висоті надзвукової ракети GQM-163 Coyote і дозвукову ракету-мішень Northrop BQM-74 Chukar. Родзинка полягала у тому, що інформацію про цілі надав інший ракетний есмінець по системі Іджіс і SM-6 були запущені з корабля, чиї радари не бачили ціль, а ракети самостійно їх віднайшли і знищили. У травні 2015 року виробництво SM-6 було переведено з дрібносерійного на повномасштабне (великосерійне виробництво), що суттєво збільшило обсяги виробництва та ще більше знизило вартість одиниці.
28 липня 2015 року Військово-Морські Сили випробували модифіковану версію SM-6 Dual I, успішно перехопивши цільову балістичну ракету на термінальній фазі, тобто за кілька секунд до удару. Оновлення Dual I додає більш потужний процесор, який запускає більш складне програмне забезпечення для наведення на боєголовку, що спускається з верхніх шарів атмосфери на надзвичайно великій швидкості. Це збільшує можливості флоту з протиракетної оборони, дозволяючи перехоплювати балістичні ракети, які не могли бути перехоплені ракетами SM-3, що цілиться на ракети в середній фазі. Військово-Морські Сили використовували SM-2 Block IV як термінальний протибалістичний перехоплювач, але SM-6 об'єднує протиракетну оборону з традиційним перехопленням крилатих ракет і літаків в одному пакеті. Конфігурація SM-6 Dual I планується до введення в експлуатацію у 2016 році.
У січні 2016 року SM-6 продемонструвала як максимальне перехоплення на дальній дистанції, так і максимальне перехоплення по боковій траєкторії в поза-горизонтних місіях, які виконуються за допомогою сенсорної мережі з інтегрованою можливістю керування вогнем CEC (англ. Cooperative Engagement Capability (CEC)), побивши попередній рекорд максимального перехоплення, встановлений у червні 2014 року. Під час випробування було збито п'ять цілей, що підтвердило здатність ракети проводити сценарії з множинними цілями. SM-6 також потопила списаний USS Reuben James у демонстрації 18 січня 2016 року, демонструючи свої протикорабельні можливості. 30 вересня 2016 року компанія Raytheon оголосила, що SM-6 знову досягла найдовшого перехоплення «земля-повітря» в історії флоту, побивши свій попередній рекорд дальнього перехоплення, встановлений у січні 2016 року. 14 грудня 2016 року Агентство протиракетної оборони успішно запустило дві ракети SM-6 Dual I по «складній БРСД-мішені», підтвердивши, що її вибухова боєголовка, а не вражаюча (hit-to-kill), здатна усунути загрози від балістичних ракет середньої дальності; ця здатність може дозволити їй протидіяти китайським протикорабельним балістичним ракетам DF-21D та DF-26B.
У серпні 2017 року Агентство протиракетної оборони провело ще одне успішне випробування з перехоплення балістичної ракети середньої дальності. Дві ракети SM-6 Dual I були запущені з борту USS John Paul Jones для перехоплення БРСД-мішені, запущеної з Тихоокеанського випробувального полігону ракет під час термінальної фази її польоту. Це випробування стало третім успішним перехопленням балістичної ракети за допомогою SM-6 .
17 січня 2018 року ВМС США схвалили плани розробки SM-6 Block IB, яка оснащена більшим ракетним двигуном діаметром 53 см замість поточного двигуна діаметром 34 см. Нова модифікація значно збільшить дальність і швидкість ракети, забезпечуючи ракету гіперзвуковими та далекобійними протикорабельними можливостями.
У листопаді 2020 року Армія США обрала ракету SM-6 для задоволення своїх потреб у середньодальніх можливостях (англ. Mid Range Capability (MRC)), надавши їй наземну ракету великої дальності, здатну вражати наземні цілі. У 2023 році MRC була перейменована на Strategic Mid-Range Fires. Армія планує використовувати SM-6 разом із наземною крилатою ракетою Tomahawk і розгорнути їх до кінця 2023 року.
У квітні 2021 року USS John Finn використав SM-6 для ураження імітованої морської цілі на відстані 250 миль. У тому ж місяці був сфотографований Super Hornet, який ніс, як здається, ракету SM-6 під час польоту.
27 травня 2021 року російський корабель «Карелія» (ССВ-535), розвідувальний корабель проєкту 864 (Vishnya class за кодифікацією НАТО), який діяв поблизу Тихоокеанського випробувального полігону ракет, спричинив затримку випробування Aegis Weapon System. 29 травня 2021 року під час випробування Aegis Weapon System 31 Event 1 залп з двох ракет SM-6 Dual II не зміг перехопити дві балістичні ракети середньої дальності; була перехоплена лише одна БРСД.
30 березня 2023 року Агентство протиракетної оборони США разом із ВМС США успішно перехопили балістичну ракету на її термінальній фазі за допомогою швидкого залпу з двох ракет SM-6 Dual II. Це стало третім успішним випробуванням корабля Aegis BMD із використанням ракети SM-6 Dual II та першим перехопленням БРСД-мішені за допомогою ракети SM-6 Dual II SWUP (Software Upgrade).
19 березня 2024 року Агентство протиракетної оборони США разом з ВМС США та Lockheed Martin успішно перехопили тестову ціль просунутої балістичної ракети середньої дальності (MRBM) за допомогою SM-6 Dual II (SWUP). Примітно, що тест був виконаний у співпраці з USS Jack H. Lucas (DDG-125), першим есмінцем Flight III Aegis з радаром SPY-6. Австралійські сенсори допомогли у зборі даних та комунікаціях, включаючи використання літака E-7 Wedgetail та фрегата класу ANZAC HMAS Stuart. Це було четверте випробування судна, оснащеного системою протиракетної оборони Aegis, з використанням ракети SM-6 Dual II і друге перехоплення балістичної ракети середньої дальності за допомогою ракети SM-6 Dual II SWUP.
У червні 2024 року AIM-174B з'явився на винищувачах F/A-18E/F Super Hornet ВМС США під час міжнародного військово-морського навчання RIMPAC.
У липні 2024 року ВМС США оголосили про оперативне розгортання повітряного варіанту ракети RIM-174, позначеного як AIM-174B Standard Missile 6 Air Launched Configuration.

## Конструкція
Для зменшення терміну розробки ракети, її вартості і підвищення надійності було використано давно випробувану, надійну конструктивну базу ракети з напівактивною системою наведення SM-2 Block-IV — класичний напівактивний радар, дворежимний маршевий двигун Mk 104 і стартовий Mk 72, уламково-фугасну боєголовку Mk125 Mod 1. Дальність дії ракети може становити понад 200 (370,4 км).
Конструктивну базу доповнили добре відпрацьованою активною голівкою самонаведення з ракети класу «повітря — повітря» AIM-120 AMRAAM. Для підвищення її потужності і чутливості антена РЛС була збільшена з 18 см до 34 см. Завдяки цьому ракета отримала можливість ураження повітряних цілей за межами прямої видимості цілі з стартової платформи (корабля) (англ. Beyond Visual Range (BVR)) та захищених за допомогою технологій Стелс. Одночасно завдяки мережі сумісності елементів військової техніки у системі керування SM-6 було використано передові платформи сенсорів з систем АВАКС, бойових літаків. Наведення ракет здійснюється завдяки системам інерціальної навігації, активного радіолокаційного самонаведення і напівактивного радіолокаційного самонаведення.
SM-6 ERAM, на відміну від інших ракет серії Standard, можуть бути періодично протестовані і сертифіковані без видалення з контейнерів і коморок системи вертикального запуску Mk 41.

## Випробування
Американське агентство протиракетної оборони у співпраці з ВМФ США провело льотні випробування Aegis Weapon System 31, 29 травня 2021 року. Метою випробування було продемонструвати здатність протиракетної оборони корабельної системи Aegis виявляти, відстежувати, перехоплювати і знищувати цілі у вигляді балістичної ракети середньої дальності на кінцевій ділянці польоту за допомогою двох ракет Standard Missile 6 (SM-6) Dual II. Однак перехоплення не було досягнуто.
Працівники програми розпочали ретельний огляд аби визначити проблеми, які могли перешкодити успішному перехопленню.

## Бойове застосування
26 грудня 2023 року корабель USS Laboon збив три балістичні протикорабельні ракети в Червоному морі, випущені повстанцями-хуситами, використовуючи кілька ракет SM-6. Це було перше перехоплення балістичної ракети в бою.
30 січня 2024 року корабель USS Carney збив балістичну протикорабельну ракету в Аденській затоці, випущену повстанцями-хуситами, використовуючи ракету SM-6. Це було перше бойове перехоплення балістичної ракети за допомогою SM-6, яке публічно визнало Міністерство оборони США.

## Варіанти
| Позначення | Блок                            | Платформа                                                    | Примітки |
| ---------- | ------------------------------- | ------------------------------------------------------------ | --- |
| RIM-174A   | SM-6 Block I                    | Система Aegis та Mk 41 VLS                                   | Досяг початкової оперативної готовності (IOC) 2013 році. Досяг повної оперативної готовності (FOC) у грудні 2017 року - Можливості протиракетної оборони (BMD) - Можливості протиповітряної оборони (AAW) - Dual I                                                                               |
| RIM-174B   | SM-6 Block Ia                   | Система Aegis та Mk 41 VLS, наземна пускова установка Typhon | Досяг початкової оперативної готовності (IOC) у жовтні 2019 року. Досяг повної оперативної готовності (FOC) у першому кварталі 2023 фінансового року. - Можливості протиракетної оборони (BMD) - Можливості протиповітряної оборони (AAW) - Можливості протикорабельної оборони (ASuW) - Dual II |
| AIM-174B   | SM-6 Air Launched Configuration | Запуск в повітрі з F/A-18E/F Super Hornet                    | Протестовано VX-31 у 2021 році. Протестовано VX-9, VFA-2 та VFA-192 у 2024 році - Експлуатаційний - Бустер MK 72 видалено |
| RIM-174C?  | SM-6 Block Ib                   | Система Aegis та Mk 41 VLS, наземна пускова установка Typhon | Початкова оперативна готовність очікується у першому кварталі 2024 фінансового року - Можливості протикорабельної оборони (ASuW) |

## Оператори

### Поточні оператори
США
- ВМС США
- Армія США

 Японія
- Військово-морські Сили Самооборони

### Майбутні оператори
Австралія
- Королівський австралійський військово-морський флот[46]

 Південна Корея
- ВМС Республіки Корея[47]